# Chrysoperla bellatula
Chrysoperla bellatula är en insektsart som beskrevs av X.-k. Yang och C.-k. Yang 1992. Chrysoperla bellatula ingår i släktet Chrysoperla och familjen guldögonsländor. Inga underarter finns listade i Catalogue of Life.